# Chabournay

Chabournay este o comună în departamentul Vienne, Franța. În 2009 avea o populație de 901 de locuitori.